# Kappa Cancri
Kappa Cancri (κ Cnc / κ Cancri) è una stella gigante azzurra di magnitudine 5,24 situata nella costellazione del Cancro. Dista 530 anni luce dal sistema solare.

## Osservazione

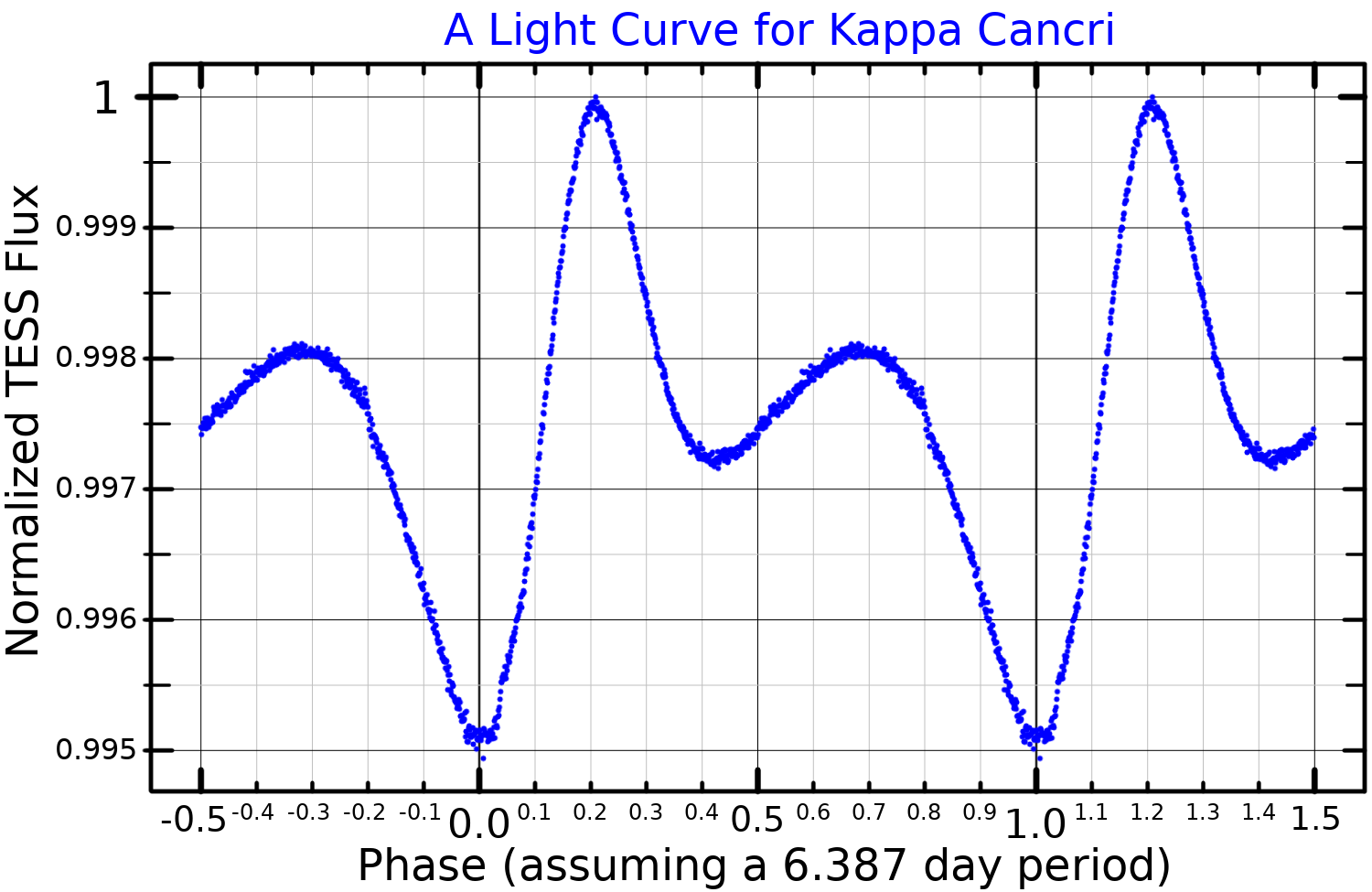
Curva di luce dai dati del telescopio spaziale TESS.

Si tratta di una stella situata nell'emisfero celeste boreale; grazie alla sua posizione non fortemente boreale, può essere osservata dalla gran parte delle regioni della Terra, sebbene gli osservatori dell'emisfero nord siano più avvantaggiati. Nei pressi del circolo polare artico appare circumpolare, mentre resta sempre invisibile solo in prossimità dell'Antartide. La sua magnitudine pari a 5,2 fa sì che possa essere scorta solo con un cielo sufficientemente libero dagli effetti dell'inquinamento luminoso.
Il periodo migliore per la sua osservazione nel cielo serale ricade nei mesi compresi fra febbraio e giugno; da entrambi gli emisferi il periodo di visibilità rimane indicativamente lo stesso, grazie alla posizione della stella non lontana dall'equatore celeste.

## Caratteristiche fisiche
La stella è una gigante blu classificata come variabile Alpha2 Canum Venaticorum, la sua magnitudine varia da +5,22 a +5,27 in un periodo di 5 giorni. Kappa Cancri è anche una binaria spettroscopica, formata da due stelle che orbitano attorno al comune centro di massa di 6,39 giorni. La principale è una stella 4,5 volte più massiccia del Sole con un raggio che è 5 volte quello della nostra stella. La secondaria invece è più fredda e meno massiccia, ha una massa 2,1 volte quello solare ed un raggio 2,4 volte superiore
Possiede una magnitudine assoluta di -0,82 e la sua velocità radiale positiva indica che la stella si sta allontanando dal sistema solare.

## Occultazioni
Per la sua posizione prossima all'eclittica, è talvolta soggetta ad occultazioni da parte della Luna e, più raramente, dei pianeti, generalmente quelli interni.
Le ultime occultazioni lunari avvennero rispettivamente in data:
- 30 aprile 2012[4][5]
- 7 novembre 2012[6][7].
- 27 gennaio 2013[8][9].
- 28 ottobre 2013[10][11].
- 14 febbraio 2014[12]